# ذات الرئة المكتسب من المستشفى
ذات الرئة المكتسب من المستشفى (بالإنجليزية: Hospital-acquired pneumonia; HAP)‏ أو ذات الرئة المستشفوي (بالإنجليزية: nosocomial pneumonia)‏ يشير لأي ذات رئة ظهرت عند المريض في المستشفى على الأقل بعد 48-72 ساعة من نقله للمستشفى. هكذا يتم تمييزه من ذات ارئة المكتسب في المجتمع. وعادة ما يتنج من عدوى جرثومية، وليس فيروسًا.
ذات الرئة المكتسب من المستشفى هو العدوى الثانية الأكثر شيوعًا من بين عدوى المستشفيات (بعد التهابات المسالك البولية)، حيث تشكّل 20-15% من مجمل حالات العدوى المستشفوية. هذا هو السبب الأكثر شيوعًا للوفاة بين عدوى المستشفيات وهو السبب الرئيسي للوفاة في وحدات العناية المركزة.
عادة ما يطيل ذات الرئة المكتسب من المستشفى مدة البقاء في المستشفى ما بين أسبوع وأسبوعين.

## علامات وأعراض
ارتشاح جديد أو تدريجي في تصوير الصدر بالأشعة السينية مع واحد من التالية:
- حمى> 37.8 درجة مئوية
- بلغم قيحيّ
- كثرة الكريات البيض> 10,000 خلية بالميكروليتر

## أنواع
- ذات الرئة البكتيري: غالبية الحالات تتعلق بأنواع مختلفة من العصويات سلبية الغرام (%52) والمكورة العنقودية الذهبية (%19)، عادة من الصنف مكورات عنقودية ذهبية مقاومة للميثيسيلين.[4] وآخرون مثل المستدميات (%5). في مراكز العناية المكثّفة النتائج كانت مكورة عنقودية مذهبة (%17.4)، زائفة زنجارية (%17.4)، كليبسيلا رئوية وأمعائية (%18.1)، ومستدمية نزلية (%4.9).[1]

### ذات رئة مرتبطة بالمنفسة
تصيب ذات الرئة المرتبطة بالمنفسة الأشخاص الذين يتلقون تهوية ميكانيكية، وتعتبر أحد أنواع ذات الرئة المكتسبة من المستشفى. لا تشكل العوامل المسببة سمة مميزة لذات الرئة المرتبطة بالمنفسة، بل يصف تعريفها –كما يوحي اسمها- ذات الرئة التي تصيب الأشخاص الخاضعين للتهوية الميكانيكية. تشير نتائج الزرع الإيجابية بعد التنبيب إلى الإصابة بذات الرئة المرتبطة بالمنفسة، ويعتمد تشخيصها إجمالًا على ذلك. يوصى عادةً بأخذ عينة للزرع قبل بدء التهوية الميكانيكية لتصنيف العامل المسبب أو الآلية المتهمة على نحو أفضل.

### ذات رئة مرتبطة بقطاع الرعاية الصحية
تصيب ذات الرئة المرتبطة بقطاع الرعاية الصحية الأشخاص العاديين الذين يترددون لمراكز الرعاية الصحية بشكل متكرر. لوحظ على مدى التاريخ الفرق بين ذات الرئة المكتسبة من دور الرعاية وذات الرئة المكتسبة من المجتمع من حيث الآلية والإنذار. تعتبر الأولى ذات إنذار أسوأ، وتشير الدراسات إلى ارتباطها الأكبر بالعوامل الممرضة المقاومة على الأدوية. تتشابه معايير تعريف هذا النوع من ذات الرئة مع معايير تعريف إنتانات الدم المرتبطة بقطاع الرعاية الصحية.
لا تعتبر ذات الرئة المرتبطة بقطاع الرعاية الصحية حاليًا كيان مستقل سريريًا، ويعزى ذلك إلى الأدلة التي توضح عدم ارتباط معظم الحالات المشخصة بعوامل ممرضة مقاومة على أدوية متعددة. ألغت إرشادات جمعية الأمراض المعدية الأمريكية لعام 2016 تصنيف ذات الرئة المرتبطة بقطاع الرعاية الصحية ككيان سريري مستقل بناءً على السبب السابق.

## عوامل الخطر
تتضمن العوامل المؤهبة للإصابة بذات الرئة المكتسبة من المشفى ما يلي: التهوية الميكانيكية (ذات الرئة المرتبطة بالمنفسة) والتقدم في السن وانخفاض تنقية الهواء المستنشق والأذيات الرضية والخضوع لعمل جراحي (على البطن) وتناول بعض الأدوية وتضاؤل سعات الرئة وانخفاض تصريف الإفرازات عمومًا والمعاناة من مرض تنفسي أو عصبي أو أي حالة تؤدي إلى انسداد المجرى التنفسي. يؤدي غسل اليدين غير الكافي وسوء تعقيم الأجهزة التنفسية إلى انتقال العوامل الممرضة، ويعتبران من العوامل المهمة المساهمة في تطور ذات الرئة المكتسبة في المشفى.

## الآلية الإمراضية
تحدث معظم التهابات الجهاز التنفسي في المستشفيات بسبب ما يسمى الرشف المكروي لإفرازات السبيل التنفسي العلوي؛ إذ تنتقل تلك الإفرازات بطريقة غير واضحة إلى السبيل التنفسي السفلي. كذلك الأمر، يؤدي الرشف الماكروي لإفرازات المريء أو المعدة إلى الإصابة بذات الرئة المكتسبة من المشفى. تنجم الإصابة في كلا الحالتين عن الرشف أو الاستنشاق، ولهذا قد تسمى أيضًا بذات الرئة الاستنشاقية. 
تعتبر العصيات سلبية الغرام أحد العوامل المسببة الشائعة، ولكنها نادرًا ما تتواجد في السبيل التنفسي للأشخاص الطبيعيين، وهذا أدى إلى الافتراضات التي تقترح انتقال العدوى من الفم والبلعوم إلى الرئة.

## التشخيص
يجب التفكير في التشخيص لدى مرضى المستشفى الذين أصبحوا يعانون من أعراض تنفسية وحمى بعد قبولهم. يزداد احتمال التشخيص عند تطور أعراض قصور تنفسي وبخروج إفرازات قيحية وفي حال اكتشاف ارتشاح حديث التطور في صورة الصدر بالأشعة السينية وعند ارتفاع عدد الكريات البيض. يجب إرسال عينة من البلغم أو إفرازات الرغامى إلى قسم الأحياء الدقيقة ليزرع على الأوساط المناسبة عند الشك بإصابة المريض بذات رئة. يجرى بزل الصدر ويفحص السائل المبزول في حال وجود انصباب جنب. يقترح البعض ضرورة تنظير القصبات أو أخذ غسالة قصبية سنخية عند الشك بذات الرئة المرتبطة بالمنفسة لتجنب مخاطر التشخيص السريري غير الصحيح.

### التشخيص التفريقي
- الانخماص الرئوي.
- قصور القلب الاحتقاني.
- الانصمام الرئوي.

## العلاج
يكون العلاج الأولي تجريبي عادةً. يعطى الأوسيلتاميفير عند الاشتباه بالإنفلونزا، ويعطى الإريثروميسين أو الفلوروكينولون في داء الفيالقة. 
تتضمن العلاجات الأخرى سيفالوسبورينات الجيل الثالث (كالسيفتازيديم) والكاربابينيم (كالإيميبينيم) ومثبطات البيتا لاكتام/ بيتا لاكتاميز (كالبيبراسيللين/تازوباكتام).